# Other People's Lives
Other People's Lives è il terzo album in studio da solista del cantautore britannico Ray Davies, noto come leader dei The Kinks. Il disco è uscito nel 2006.

## Tracce
1. Things Are Gonna Change (The Morning After)
2. After The Fall
3. Next Door Neighbour
4. All She Wrote
5. Creatures of Little Faith
6. Run Away From Time
7. The Tourist
8. Is There Life After Breakfast?
9. The Getaway (Lonesome Train)
10. Other People's Lives
11. Stand Up Comic
12. Over My Head